# Lac Kempt (Matawinie)
Pour les articles homonymes, voir Kempt.
Le lac Kempt (atikamekw : Opockoteiak sakihikan) est situé dans le territoire non organisé Lac-Matawin, dans la MRC Matawinie, dans la région administrative de Lanaudière, au Québec, au Canada. Ce réservoir est situé sur le parcours de la rivière Manouane au nord de la Réserve faunique Rouge-Matawin.

## Géographie
Situé au sud-est du lac Manouane (La Tuque), le lac Kempt est très difforme et compte beaucoup de presqu'îles et de baies. Il comporte plusieurs dizaines d'îles dont les plus importantes sont les îles à l'érable, île aux cèdres et l'île Arikici.
Digue de la Baie-Gavin
Le réservoir Kemp est contenu par la digue de la Baie-Gavin, située dans le territoire non-organisé de la Baie-Obaoca, dans la MRC Matawinie. Cet ouvrage construite initialement en 1908 est propriété d'Hydro-Québec. Le barrage a une hauteur de 4 m, et une capacité de retenue de 40 700 000 m³. La longueur de l'ouvrage est de 73 m. Le type de barrage est fait de terre sur une fondation de till. Les coordonnées de cette digue sont : latitude 47⁰ 32' 11" et la longitude -74⁰ 11' 2". La superficie du réservoir est de 12 000 ha. L'utilité de cette digue est pour fin d'hydroélectricité.
Barrage Manouane-A
Une seconde digue a forte contenance sur le lac Kempt, désignée Manouane-A, a été construite en 1941. Son utilisation est pour fin d'hydroélectricité. Le barrage a une hauteur de 7 m et une longueur de l'ouvrage de 108,8 m. Sa hauteur de la retenue est de 4,8 m. Sa capacité de retenue de 407 000 000 m³. La superficie du réservoir est de 12 000 ha. La superficie du bassin versant est de 1 507 km².
Détroit entre les lacs
Un détroit long de 6,1 km sépare les lacs Manouane et Kempt. La distance par la route est de 173 km entre le centre du village de Saint-Michel-des-Saints et le lac Kempt. La route contourne le lac Kempt par l'Est.

## Toponymie
Il est possible que le nom « Kemp » soit relié à William Arthur Kemp, natif de Saint-Georges-de-Clarenceville qui possédait une compagnie forestière au Québec jusqu'en 1888. Son frère, Albert Edward Kemp (1858-1929) fut un important homme politique et homme d'affaires au Canadien. Le toponyme « lac Kempt » a été inscrit le 5 décembre 1968 à la banque des noms de lieux de la Commission de toponymie du Québec.

## Activités récréotouristiques
Le circuit Morialice se situe près du village atikamekw de Manawan et permet de naviguer sur une série de lacs en milieu sauvage et peu fréquenté. La topographie du secteur est relativement plate permettant ainsi de naviguer sur de grandes distances en enchaînant d'un plan d'eau à l'autre, avec peu de dénivellation. Ce circuit de lacs comporte quatre portages totalisant environ 1 000 m en passant par le lac Kempt, le lac Morialice et la rivière Morialice. Le niveau des eaux du lac Kempt (réservoir Kempt) est contrôlé par Hydro-Québec qui y exploite le barrage (Manouane C).